# Allan Dellon
Allan Dellon Santos Dantas (Vila Velha, 16 de fevereiro de 1979) é um ex-futebolista brasileiro que atuava como meia.
Allan ficou marcado na história do Vitória, se tornando o maior artilheiro do estádio do time, o Barradão, com 40 gols, título que carregou por muitos anos até ser ultrapassado por Ramon Menezes, em 2010, e do Campeonato Brasileiro pelo rubro-negro baiano, com 36 gols.

## Carreira
Allan foi revelado pelo Vitória, clube onde fez muitos gols, ajudando o time baiano a conquistar muitos títulos. Jogou no rubro-negro baiano de 1997 até 2003 e foi emprestado ao Queretaro do México.
Retornou ao Leão ainda em 2004 para a disputa do Brasileirão. Em 2005, foi emprestado novamente, desta vez ao Vasco e logo depois vendido ao Sport, não se firmando em nenhuma das duas equipes.
Em 2006, Allan foi para o Brasiliense no começo do ano e jogou lá por dois anos, se destacando e conquistou o Campeonato Brasiliense de 2007.
Em 2008 foi negociado com o Juventus-SP, passando ainda por Ceará, não se firmando, retornando ao Brasiliense em 2009, onde também não se firmou e seguiu, em 2010, para o Ceilândia. No clube brasiliense, participou ativamente da conquista do primeiro título estadual da história deste, fazendo 2 gols na primeira partida da final, contra o Brasiliense, que terminou em 3 a 1.
Em julho, foi contratado pelo América de Natal. Porém, apenas três partidas depois, pediu rescisão de contrato.
No final do ano, acertou novamente com o Ceilândia para a temporada de 2011.
Em setembro de 2011, fechou com o Vilavelhense por três de meses para a disputa a Copa Espírito Santo.
Em 2012, foi contratado pelo Fluminense de Feira para ser o grande destaque do time no Campeonato Baiano 2012, mas não conseguiu corresponder às expectativas do clube, atuou apenas nas primeiras rodadas do estadual, onde marcou dois gols, mas sofreu uma lesão muscular e acabou acertando o desligamento em fevereiro.
Voltou ao Ceilândia em 2012, onde formou o "Ataque centenário" com Dimba e Cassius.
Em 2013, atuou pelo Gama.
Disputou o Campeonato Brasiliense de 2014 pelo Ceilândia.
No segundo semestre de 2014 o atacante foi contratado pelo Samambaia Futebol Clube, para a disputa do Campeonato Brasiliense de Futebol da Segunda Divisão de 2014, onde o time foi campeão invicto vencendo todas as partidas disputadas, e assim se classificando para a disputa do Campeonato Brasiliense de Futebol. 
Em 2015, acertou sua terceira passagem pelo Brasiliense.

## Títulos
Vitória
Campeonato Baiano: 1999, 2000, 2002 e 2003
Copa do Nordeste: 1997, 1999 e 2003
Brasiliense
Campeonato Brasiliense: 2007
Ceilândia
Campeonato Brasiliense: 2010 e 2012
Samambaia
Campeonato Brasiliense de Futebol da Segunda Divisão de 2014